# L'Heure du secret

L'Heure du secret est une série policière suisse, réalisée par Elena Hazanova, diffusée sur la chaine suisse RTSUn.

## Synopsis

### Saison 1
Lyne, une jeune femme québécoise, vient d'hériter de l'atelier d'horlogerie Univers au Locle. Sitôt arrivée dans la localité neuchâteloise pour régler cette succession, elle a une étrange vision et, quelques heures plus tard, un homme est assassiné. La police lui demande de ne pas quitter la région. Les cauchemars et les meurtres continuent. Lyne rencontre Vincent, un jeune artisan horloger de talent, qui lui transmet sa passion pour les montres à complications. Ensemble, ils sauveront l'atelier Univers et remonteront à la source du secret.

### Saison 2
Lyne et son compagnon horloger Vincent font prospérer les ateliers Univers. La jeune Québécoise pensait en avoir fini avec ses visions lorsque de nouveaux flashes lui apparaissent, menant à la découverte d'un cadavre au Creux-du-Van. Tandis que Vincent se compromet dans un partenariat avec un homme d'affaires russe aux méthodes peu transparentes, de nouveaux corps sont découverts dans les bois. Les victimes ont toutes été tuées et enterrées par le même assassin. Ces exhumations successives réveillent de douloureux souvenirs chez les habitants de la région. L'enquête progresse grâce aux visions de Lyne et permet d'expliquer de mystérieuses disparitions survenues au cours des dernières années.

## Fiche Technique
- Titre officiel : L'Heure du secret
- Titre de base : Complications
- Réalisation : Elena Hazanova
- Scénario et dialogues : Gérard Mermet et Alain Monney
- Musique : Alain Roche
- Société de production : CAB Productions
- Lieu de tournage : Locle et La Chaux-de-Fonds
- Genre : Série policière
- Durée de chaque épisode : environ 45 minutes
- Épisodes : 7 épisodes pour la saison 1 (336 minutes) / 5 épisodes pour la saison 2
- Date de tournage de la saison 1 : été 2011
- Date de tournage de la saison 2 : été 2013
- Date de diffusion de la saison 1 : du 16 juin 2012 au 28 juillet 2012
- Date de diffusion de la saison 2 : du 11 janvier 2014 au 8 février 2014

## Distribution
- Catherine Renaud : Lyne Tremblay
- Frédéric Recrosio : Vincent Girod
- Carlo Brandt (saison 1) : Joseph Tièche
- Valentin Rossier (saison 1) : Antoine Berthin
- Agnès Soral (saison 1) : Hélène Berthin
- Laetitia Bocquet : Amélie Berthin
- Jean-Luc Borgeat (saison 1) : Jean-Marie Droz
- Marie Druc : Ariane Perret
- Virginie Meisterhans : Muriel Jacquet
- Jean-Luc Barbezat (saison 1) : André Jacquet
- José Lillo (saison 2) : Simon Perret
- Séverine Bujard (saison 2) : Colette Perret
- Gilles Tschudi (acteur) (saison 2) : Blaise Bergens
- Oleg Dolin (saison 2) : Vladimir Grotski
- Julia Batinova (saison 2) : Ksenia
- Georges Guerreiro (saison 2) : Jean-Luc Pedretti
- Pascal Vincent : Pascal Piguet
- Frédéric Gérard
- Thierry Romanens

## Résumés des épisodes

### Saison 1(7 épisodes)

#### Épisode 1
Lyne Tremblay, une jeune Québécoise, vient d’hériter de l’atelier d’horlogerie Univers au 
Locle géré par Vincent Girod. Sitôt arrivée dans la localité neuchâteloise pour régler cette 
succession, elle a une étrange vision. Quelques heures plus tard, un homme est 
assassiné.

#### Épisode 2
Depuis que Lyne Tremblay est arrivée au Locle, deux meurtres ont eu lieu et un événement 
d’autrefois, que tout le monde pensait avoir oublié, refait surface : il y a dix ans, une mariée 
était décédée à la suite d'un accident survenu le jour de ses noces. 

#### Épisode 3
Les cauchemars de Lyne continuent. Elle voit et revoit une mariée qui tombe violemment sur 
le sol. Joseph, le guérisseur, la convainc qu’il s’agit de visions et l’encourage à persévérer. 
L’enquête policière n’avançant pas assez vite, une inspectrice vient en renfort de Neuchâtel. 

#### Épisode 4
Lyne a de nouvelles visions : les personnes qu’elle voit participer à la noce d’autrefois sont 
celles qui se font assassiner aujourd’hui. Elle est troublée lorsqu’elle découvre dans 
l’appartement de Vincent des indices compromettants. 

#### Épisode 5
L’enquête de la police piétine : des rapports sont mal libellés, des indices disparaissent. 
Vincent remet à Lyne une horloge ancienne. La vue de cette horloge déclenche une vision 
dans laquelle Lyne voit tout le déroulement du mariage qui a eu lieu autrefois. 

#### Épisode 6
Malgré les sentiments qu’ils éprouvent l’un pour l’autre, Lyne et Vincent ne parviennent pas à 
envisager l’avenir ensemble. Lyne décide de rentrer au Québec lorsque soudain elle a une 
nouvelle vision. 

#### Épisode 7
Sans en faire part à ses supérieurs, l’inspectrice Ariane décide de collaborer avec Lyne pour 
connaître la vérité. Elles veulent percer le secret de la mariée et découvrir qui se trouvait 
auprès d’elle en bas des escaliers le jour de sa mort. 

### Saison 2(5 épisodes)

#### Épisode 1
Pendant que Vincent est à Genève pour affaires avec de richissimes clients russes, Lyne Tremblay, installée au Locle depuis une année, a une nouvelle vision: un enfant apeuré court au bord d’une falaise. Décidée à retrouver ce petit garçon, la jeune femme entame des recherches qui la mènent au Creux-du-Van où elle découvre un cadavre.

#### Épisode 2
Deux nouveaux cadavres sont découverts au Creux-du-Van. Le responsable d'une communauté spirituelle installée près du Locle est soupçonné par la police. De leur côté, Lyne et Vincent s'aperçoivent que leur relation n'est plus aussi intense qu'auparavant et décident de prendre un temps de réflexion.

#### Épisode 3
Ariane et Bugnon, les deux policiers, demandent à Lyne de se tenir à l’écart de l’enquête. Mais Lyne s'obstine et, guidée par ses visions, continue de mener ses propres recherches. Elle est persuadée que tous les cadavres enterrés au Creux-du-Van n’ont pas encore été découverts.

#### Épisode 4
Alors que Lyne s'apprête à partir pour le Québec, un 4e cadavre est découvert. Le responsable de la communauté spirituelle, installée à côté du lieu des découvertes, est arrêté. Lyne commence à comprendre ses visions. Elle reçoit un message mystérieux.

#### Épisode 5
Malgré les mises en garde et les menaces, Lyne ne se laisse pas impressionner et finit par retrouver l’enfant qui hantait ses visions. Cette découverte lui permet de démasquer le tueur qui enterrait ses victimes au Creux-du-Van.